# 布特河
52°7′33″N 8°40′26″E / 52.12583°N 8.67389°E
布特河（德語：Butterbach），是德國的河流，位於該國西部，流經北萊茵-威斯特法倫州，屬於韋勒河的右支流，河道全長4.2公里，流域面積4平方公里。